# Serguéi Kud-Sverchkov
Serguéi Vladímirovich Kud-Sverchkov (en ruso: Серге́й Влади́мирович Кудь-Сверчко́в; Baikonur, Kazajistán; 23 de agosto de 1983) es un ingeniero ruso/kazajo y cosmonauta seleccionado en 2010.

## Vida y educación
En 2006 se licenció con honores en la Universidad Técnica Estatal Bauman de Moscú, donde se especializó en motores de cohetes.

## Carrera

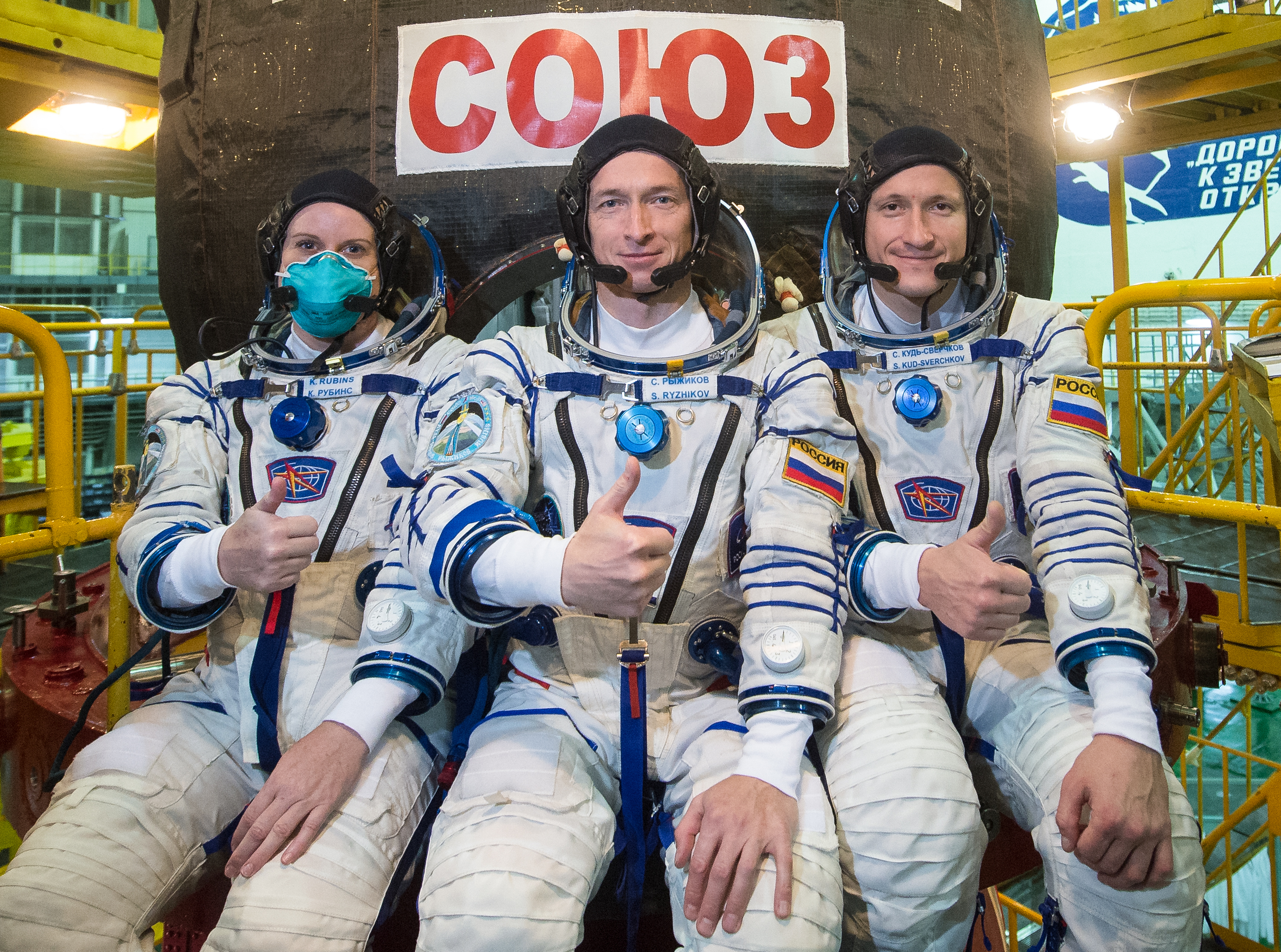
Serguéi Kud-Sverchkov (derecha) junto a Serguéi Ryzhikov (centro), ambos de Roscosmos; y Kate Rubins (derecha) por parte de la NASA, durante la comprobación de la nave Soyuz MS-17, en septiembre de 2020 en el cosmódromo de Baikonur, Kazajistán.

Antes de ser seleccionado como cosmonauta,  trabajó en la empresa RSC Energía como ingeniero, entre agosto de 2006 hasta su selección en abril de 2010. Comenzó un entrenamiento de cerca de dos años, el cual terminó en agosto de 2012.
En mayo de 2020 le fue asignado el asiento de Ingeniero del vuelo de la Soyuz MS-17 que fue lanzada el día 14 de octubre de 2020 como parte de la Expedición 63/64 junto a los astronautas Sergei Ryjikov y Kathleen Rubins.
Durante esta expedición realizó junto al astronauta Sergey Ryzhikov un paseo espacial para preparar la Estación Espacial Internacional para la llegada del nuevo módulo ruso Nauka.